# Ferihegy
Ferihegy ([ˈfɛɾihɛɟ]) est un quartier de Budapest situé dans le 18e arrondissement de Budapest et presque intégralement occupé par l'aéroport international de Budapest-Ferenc Liszt.